# Mon trésor
Pour plus de détails, voir Fiche technique et Distribution.
Mon trésor (אור, Or) est un film israélien de Keren Yedaya sorti en 2004 et révélé à la Semaine de la critique durant le Festival de Cannes 2004.

## Synopsis
Or, lycéenne de 17 ans, vit dans un petit appartement de Tel-Aviv avec sa mère Ruthie. Cette mère se prostitue depuis une vingtaine d'années, et son état de santé devient critique. Or, qui multiplie les petits boulots, tente de mener de front travail, école, vie amoureuse et remise dans le droit chemin de sa mère...

## Fiche technique
- Titre : Mon trésor
- Titre original : אור (Or)
- Réalisation : Keren Yedaya
- Scénario : Sari Ezouz-Berger et Keren Yedaya
- Photographie : Laurent Brunet
- Montage : Sari Ezouz-Berger
- Production : Emmanuel Agneray, Jérôme Bleitrach, Marek Rozenbaum et Itai Tamir
- Société de production : Bizibi, Transfax Film Productions et Canal+
- Société de distribution : Rézo Films (France) et Kino International (États-Unis)
- Pays :  Israël et  France
- Genre : drame et romance
- Durée : 97 minutes
- Dates de sortie : 
  -  Israël : 16 septembre 2004
  -  France : 1er décembre 2004

## Distribution
- Dana Ivgy : Or
- Ronit Elkabetz : Ruthie, la mère de Or
- Meshar Cohen : Ido, le bel et tendre amoureux de Or
- Katia Zimbris : Rachel, la mère d'Ido, voisine de longue date de Ruthie et Or
- Shmuel Edelman : Shmuel, le propriétaire de l'appartement de Ruthie et Or
- Syialit Tamir : la conseillère d'orientation scolaire
- Sarit Vino-Elad : la directrice des "Escort Girls"

## Distinctions
- Festival de Cannes 2004 : Caméra d'or et Grand Prix de la Semaine de la critique
- 2004 : Grand prix au Bratislava International Film Festival
- 2004 : Prix de la meilleure actrice et du meilleur réalisateur au  Mexico City International Contemporary Film Festival
- Festival international du film de Palm Springs : New Voices/New Visions Special Jury Mention
- 2004 : Meilleur scénario et meilleure actrice pour Dana Ivgy à l'Ophir du cinéma